# Konchoida

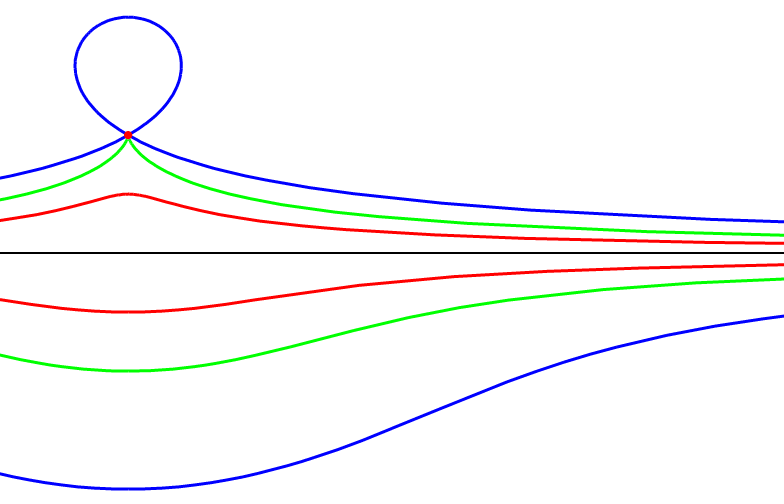
Konchoidy Nikomedesa o wspólnym środku

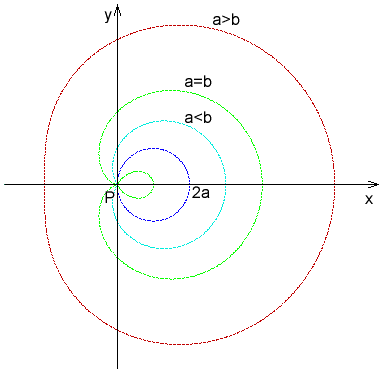
Ślimaki Pascala (konchoidy okręgu)

Konchoida – typ krzywej płaskiej o specjalnej konstrukcji.

## Konstrukcja krzywej
Niech będą dane punkt {\displaystyle O,} krzywa {\displaystyle K} i liczba niezerowa {\displaystyle d.}
Dowolny punkt {\displaystyle P} krzywej {\displaystyle K} wyznacza na prostej {\displaystyle OP} punkt {\displaystyle P'} oddalony od {\displaystyle P} o odległość {\displaystyle d} w stronę punktu {\displaystyle O} lub w stronę przeciwną zależności od znaku liczby {\displaystyle d;} formalnie {\displaystyle P'=P+d\cdot {\tfrac {\overrightarrow {OP}}{\|{\overrightarrow {OP}}\|}}.}
Zbiór wszystkich punktów {\displaystyle P'} tworzy konchoidę.

## Rodzaje
W zależności od typu krzywej {\displaystyle K} wyróżnia się konchoidy:
- prostej – konchoidę Nikomedesa
- okręgu – ślimak Pascala
  - kardioidę.